# Paweł Maślona
Paweł Franciszek Maślona (ur. 6 lutego 1983 w Kędzierzynie-Koźlu) – polski reżyser, scenarzysta i montażysta filmowy.

## Życiorys
Absolwent politologii na Uniwersytecie Warszawskim, swoją karierę filmową zaczynał od kręcenia amatorskich etiud w rodzinnym Kędzierzynie-Koźlu. Podjął później studia reżyserskie na Wydziale Radia i Telewizji Uniwersytetu Śląskiego w Katowicach, które ukończył w 2011. Asystował Marcinowi Wronie przy reżyserii filmu Chrzest (2010), był także współscenarzystą innego filmu tegoż, Demona (2015).
Jego pełnometrażowym debiutem filmowym był Atak paniki (2017), wielowątkowa opowieść o narastającej frustracji przeciętnych Polaków z niższej klasy średniej. Atak paniki był ogólnie doceniany przez krytyków; Janusz Wróblewski z „Polityki” pisał, że Maślona wypełnił pustkę po filmach Marka Koterskiego o „tłumionej na wszelkie możliwe sposoby wściekłości, bolesnej niemocy i w pełnej krasie dojrzewającego upokorzenia w duszach Polaków”. Za swój debiut Maślona otrzymał m.in. Nagrodę Dziennikarzy oraz nagrodę za reżyserię na Koszalińskim Festiwalu Debiutów Filmowych „Młodzi i Film”.
Szczególną sławę Maślonie zapewnił Kos (2023), impresja na temat przygotowań Tadeusza Kościuszki (Jacek Braciak) do wywołania insurekcji w obronie niepodległości dogorywającego państwa polskiego. Fabuła Kosa posłużyła Maślonie do bezpardonowej krytyki osiemnastowiecznej pańszczyzny (zrównanej z niewolnictwem) oraz etosu szlacheckiego, który przyczynił się do upadku Rzeczypospolitej Obojga Narodów; jako inspirację do nakręcenia filmu Maślona wskazywał kino Quentina Tarantino. Na Festiwalu Polskich Filmów Fabularnych Kos zdobył główną nagrodę, Złote Lwy, był też powszechnie chwalony przez krytyków.

## Filmografia
- 2023 – Kos, dramat historyczny (reżyseria)
- 2019 – Motyw, serial fabularny (reżyseria)
- 2017 – Atak paniki, film fabularny (scenariusz, reżyseria)
- 2015 – Mąż czy nie mąż, serial fabularny (reżyseria)
- 2015 – Demon, film fabularny (scenariusz)
- 2013 – Magma, etiuda szkolna (scenariusz, reżyseria, montaż)
- 2011 – Zaćmienie, etiuda szkolna (scenariusz, reżyseria)
- 2010 – Tylko dla obłąkanych, etiuda szkolna (scenariusz, reżyseria)